# Chrysium mesembrinus
Chrysium mesembrinus är en fjärilsart som beskrevs av De Lajonquiére 1969. Chrysium mesembrinus ingår i släktet Chrysium och familjen ädelspinnare. Inga underarter finns listade i Catalogue of Life.